# Atlas Network
Atlas Network és la xarxa de think tanks liberals més important del món. Amb seu a Arlignton, Virginia, es tracta d'una organització fundada el 1981 per Sir Anthony Fisher, empresari britànic, pilot de la Royal Air Force durant la Segona Guerra Mundial i mecenes de diverses fundacions de pensament liberal. La xarxa està integrada per gairebé 500 think tanks d'arreu del món, entre els quals destaquen el Cato Institute i l'American Enterprise Institute (AEI) o l'Heritage Foundation afí al partit republicà dels Estats Units, el Fraser Institute canadenc; l'Adam Smith Institute (ASI) i l'Institute of Economic Affairs (IEA) al Regne Unit; l'Institut Timbro a Àustria o el Centre for Civil Society a l'Índia.
Als Estats Units, Atlas ha rebut finançament de les fundacions de la família Koch, saga empresarial reconeguda pel seu suport als grups de dreta neoconservadora més radical, entre d'altres. L'Atlas Network disposava de connexions directes amb els principals funcionaris de l'administració Trump i dona suport a més de 450 organitzacions de tot el món per promoure la seva visió del "lliure mercat", un eufemisme per referir-se a polítiques per eliminar les regulacions governamentals, retrocedir les lleis mediambientals, rebaixar impostos a les grans fortunes i emrpeses i reduir la despesa pública en els interessos dels grans empresaris que la financen. Els grups de reflexió d’Atlas Network estan finançats per alguns dels principals productors i finançadors de combustibles fòssils nord-americans que han fomentat el negacionisme de la ciència del clima, com els esmentats germans Koch (a través de la Fundació Koch i Donors Trust), ExxonMobil i MasterCard.

A Europa, la xarxa Atlas Network ha estat involucrada en diverses iniciatives de la dreta més conservadora i radical. Al Regne Unit, impulsà activament grups, think thanks i lobbies de dreta radical partidaris de les campanyes de Boris Johnson, el hard brexit i campanyes de negació del canvi climàtic i antiecologiestes. Segons el diari britànic The Guardian:
"Una estratègia clau d’Atlas consisteix a utilitzar els mitjans de comunicació per donar forma al debat polític. En fomentar la creació de més i més grups de pensament, una línia de producció interminable de nous "instituts", "centres" i "fundacions", les sigles dels quals es difonen, la xarxa pot generar un "riu constant de comentaris" a partir dels seus experts. Els mitjans britànics predominantment de dreta són feliços de donar-los espai. Això dona la impressió d’un ampli suport a allò que pot ser un punt de vista minoritari o marginal".
A Espanya són membres de la xarxa Atlas institucions com la Fundación para el Análisis y Estudios Sociales (FAES) dirigida per José Maria Aznar, o la Red Floridablanca, que aplega els joves dirigents més dretans del Partit Popular.
A Amèrica Llatina les empreses i fundacions de la Atlas Network, com la Fundación Libertad amb dirigents com Mario Vargas Llosa (Perú), Sebastián Piñera, (Xile) o Guillermo Lasso (Equador), Alejandro Chafuen (Argentina) han protagonitzat les campanyes de la dreta contra els governs progressistes del continent. Al Brasil, la quinzena de grups de pressió i think tanks d'Atlas han destacat en el seu suport al govern ultradretà de Jair Bolsonaro, la campanya contra els governs del PT de Lula Da Silva i Dilma Rouseff i l'impuls mesures legals contra els sindicats brasilers i contra les lleis de protecció ambiental. Recentment diversos dels seus líders s'han vist implicats en els casos d'evasió fiscal dels Papers de Pandora. A Argentina, la Xarxa ha impulsat manifestacions i actes contra les mesures antiCOVID, juntament amb altrees grups de dreta.
L'Institut Ostrom Catalunya és membre oficial de l'Atlas Network des d'agost del 2020.
El 2016, Atlas Network va declarar un pressupost operatiu de més de 15 milions de dòlars.